# 波氏红螯蛛
波氏红螯蛛（学名：Chiracanthium potanini）为管巢蛛科红螯蛛属的动物。在中国大陆，分布于青海等地。该物种的模式产地在青海。